# Балаж (име)
Балаж (мађ. Balázs), је мушко име које се користи у мађарском језику, води порекло из латинског језика (лат. Blasio) и има значење краљевски.

## Имендани
- 3. фебруар.

## Варијације имена у језицима
-,
-,
-,
-,
-,
-,
-,
-.

## Познате личности
- Роберто Бађо (итал. Roberto Biagio) фудбалер,
- Блез Паскал (енгл. Blase Paskal) математичар, научник, филозоф.
- Балаж Орбан (мађ. Orbán Balázs) судија, ратник, историчар и социограф.
- Свети Власије